# Przemysław Kowalski
Przemysław Kowalski (ur. 3 sierpnia 1960) – polski scenograf filmowy.
Dwukrotny laureat Nagrody za scenografię na Festiwalu Polskich Filmów Fabularnych w Gdyni oraz laureat Polskiej Nagrody Filmowej, Orzeł w kategorii najlepsza scenografia (ponadto nominowany do tej nagrody).

## Filmografia
jako autor scenografii:
- Poznań 56 (1996)
- Kroniki domowe (1997)
- Ajlawju (1999)
- Dzień świra (2002)
- Wszyscy jesteśmy Chrystusami (2006)
- Testosteron (2007)
- Lejdis (2008)
- Baby są jakieś inne (2011)

## Nagrody i nominacje
- 1996 – Nagroda za scenografię do filmu Poznań 56 na Festiwalu Polskich Filmów Fabularnych w Gdyni
- 1997 – Nagroda za scenografię do filmu Kroniki domowe na Festiwalu Polskich Filmów Fabularnych w Gdyni
- 1999 – Polska Nagroda Filmowa, Orzeł za scenografię do filmu Kroniki domowe
- 2007 – nominacja do Polskiej Nagrody Filmowej, Orzeł za scenografię do filmu Wszyscy jesteśmy Chrystusami